# 英格兰历史遗产保护局
英格兰历史遗产保护局（Historic Buildings and Monuments Commission for England，通称Historic England），是由英国数字、文化、媒体和体育部赞助的非政府部門公共機構，任务是保护登錄建築、在册古迹及向中央和地方政府提供建议。它本是英格蘭遺產委員會的一部分，2015年从其中分出。